# Zoubkování

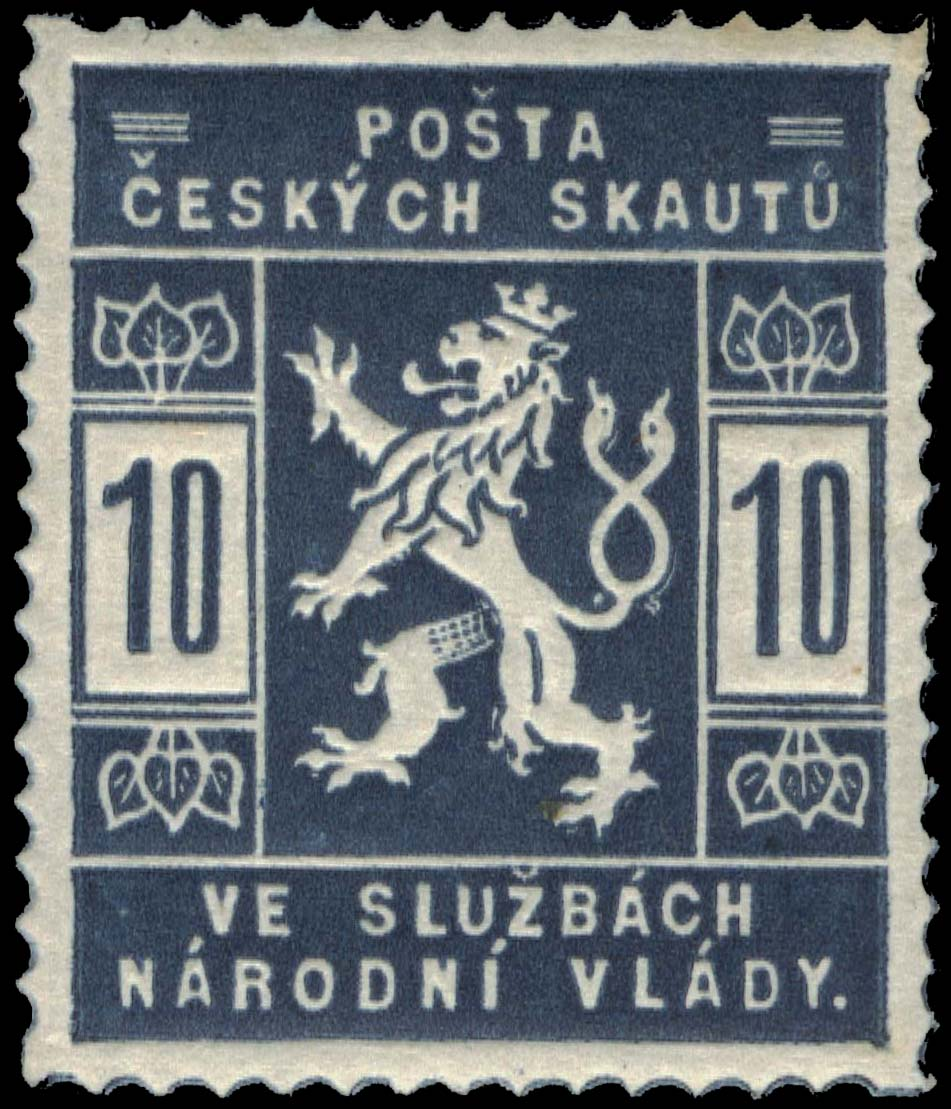
Skautská pošta 1918 s hřebenovým zoubkováním

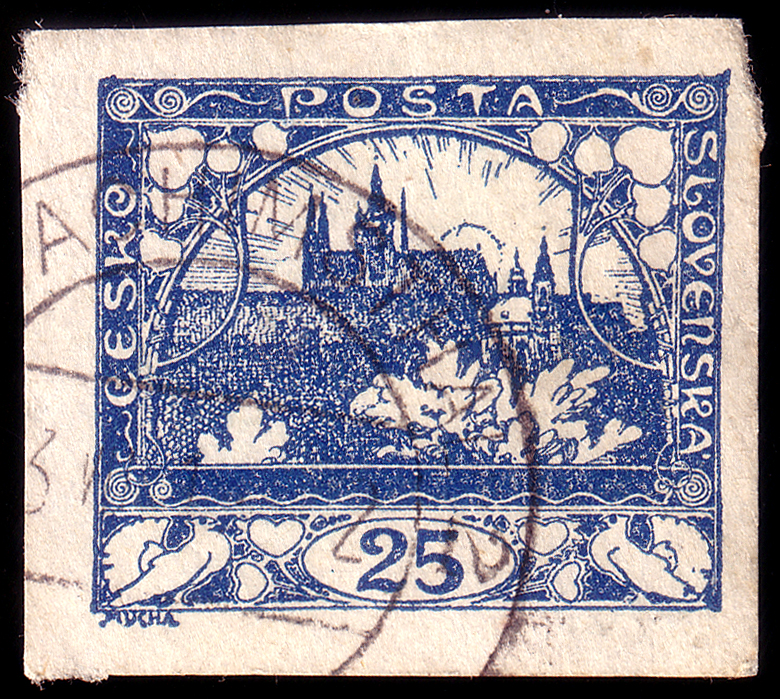
Jedna z prvních československých známek byla stříhaná, bez perforace.

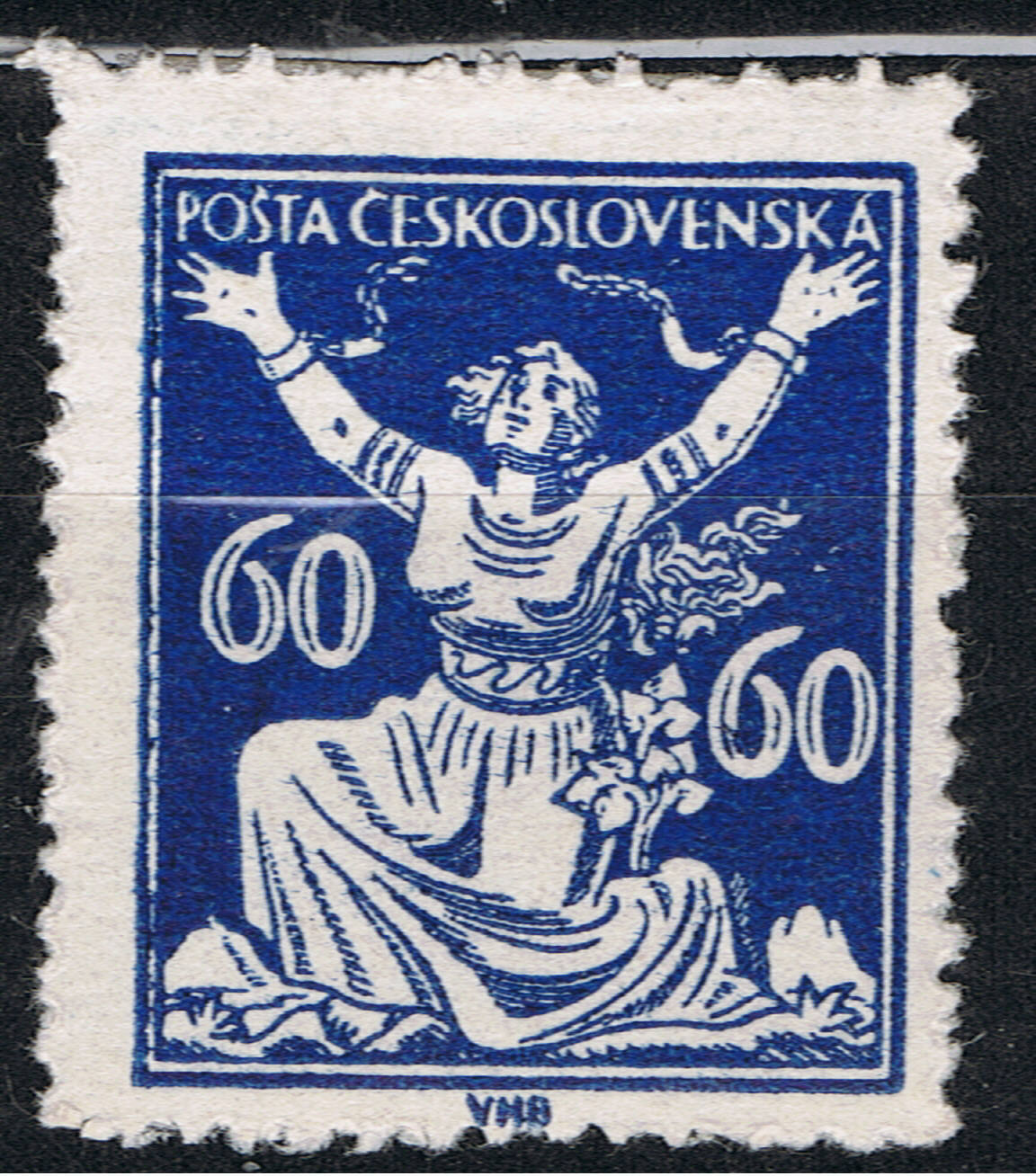
Perforace špatné kvality

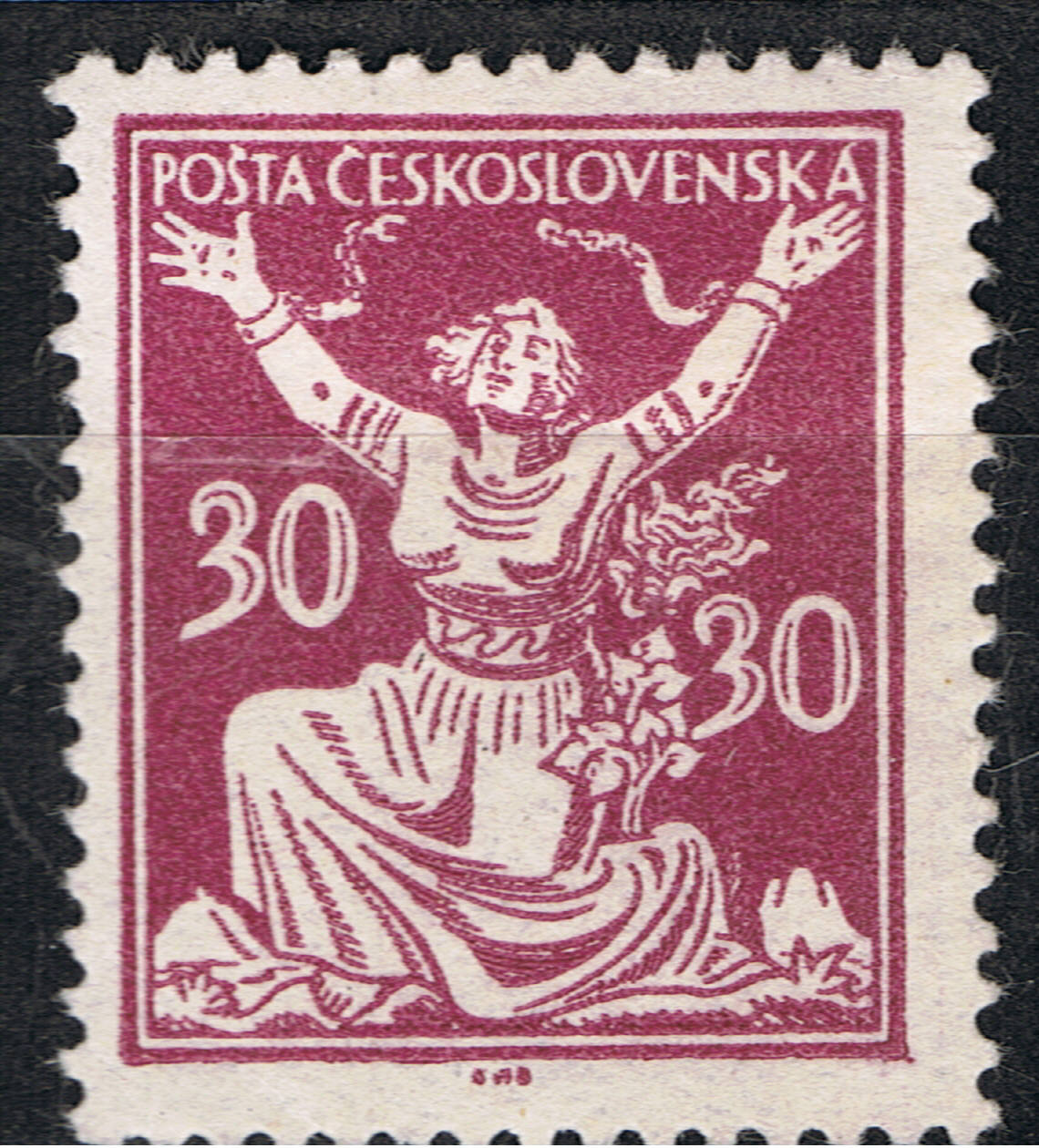
Kvalitní řádková perforace

Zoubkování známek je filatelistický pojem označující zoubky na okrajích poštovních známek. Vzniká jako pozůstatek perforace, která usnadňuje oddělení jednotlivých známek z tiskového archu. Měří se zoubkoměrem a udává se v číselné hodnotě znamenající počet jednotlivých zoubků na dva centimetry. Absence zoubkování u starších "stříhaných" známek vedla k častému znehodnocení známky při poštovní manipulaci.

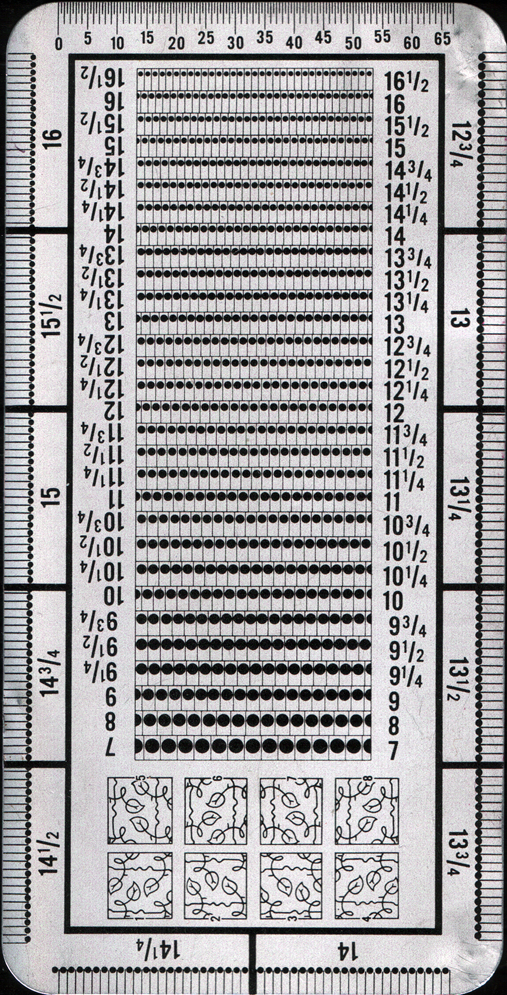
Zoubkoměr

## Druhy zoubkování
Rozlišují se základní typy podle zařízení, jakým se známky perforovaly:
- Řádkové (svislé i vodorovné perforace celého řádku na archu vznikají najednou, takže křížení perforací na rozích známek je vždy stejné a pravidelné)
- Hřebenové (perforace vznikají nejdřív v jednom a pak ve druhém směru, perforační nástroj se podobá hřebenu)
- Rámcové (všechny čtyři strany známky se perforují najednou; užívá se například pro aršíky)
- Smíšené zoubkování (rozměry zoubků se vzájemně liší)
- Sdružené zoubkování (použito více druhů zoubkování)[1]

V dobách nedostatku perforačních strojů vycházely i nezoubkované známky.

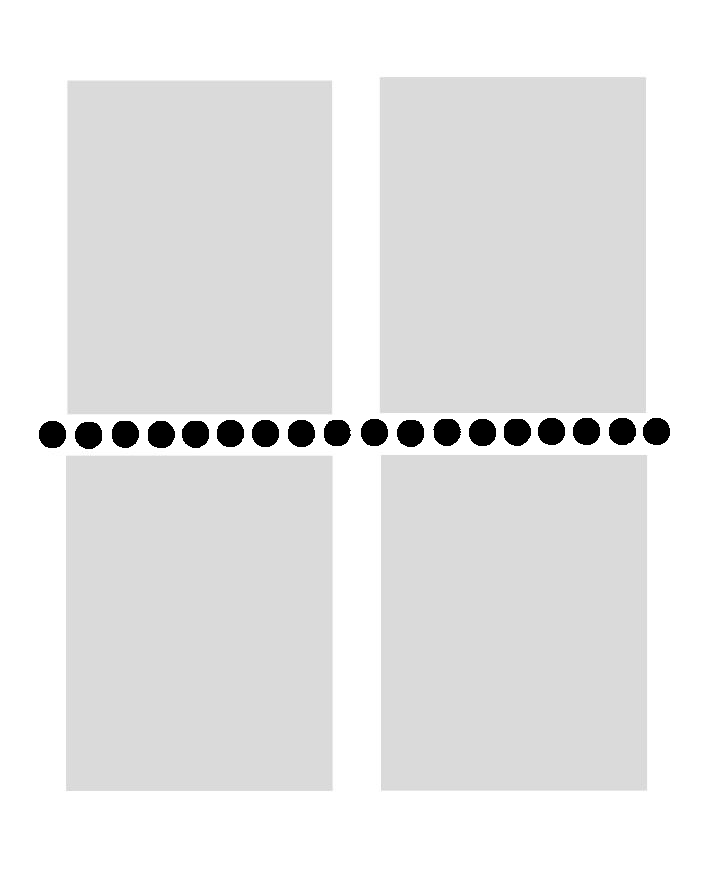
řádkové
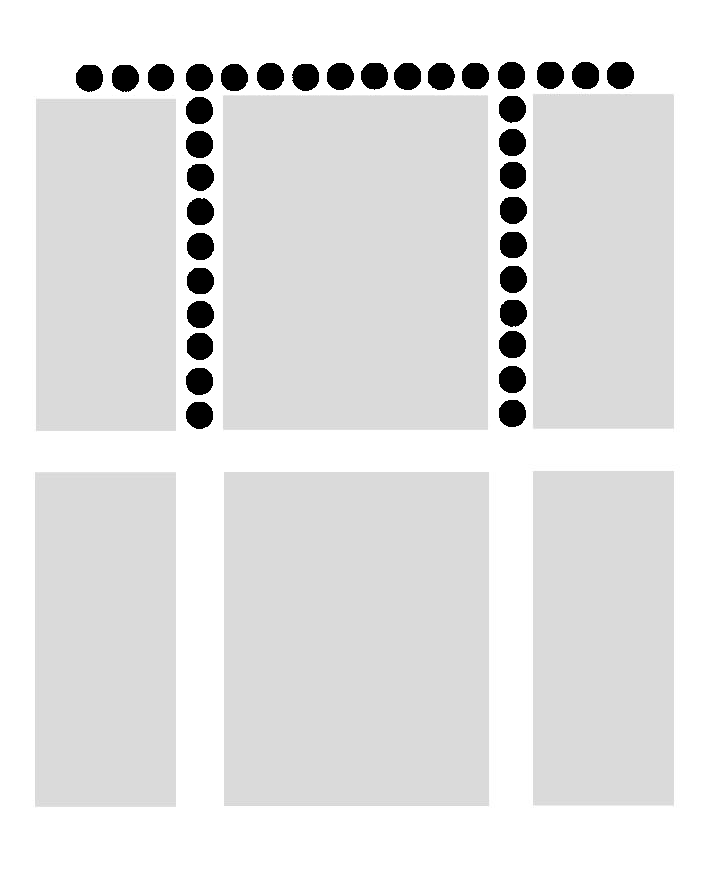
hřebenové
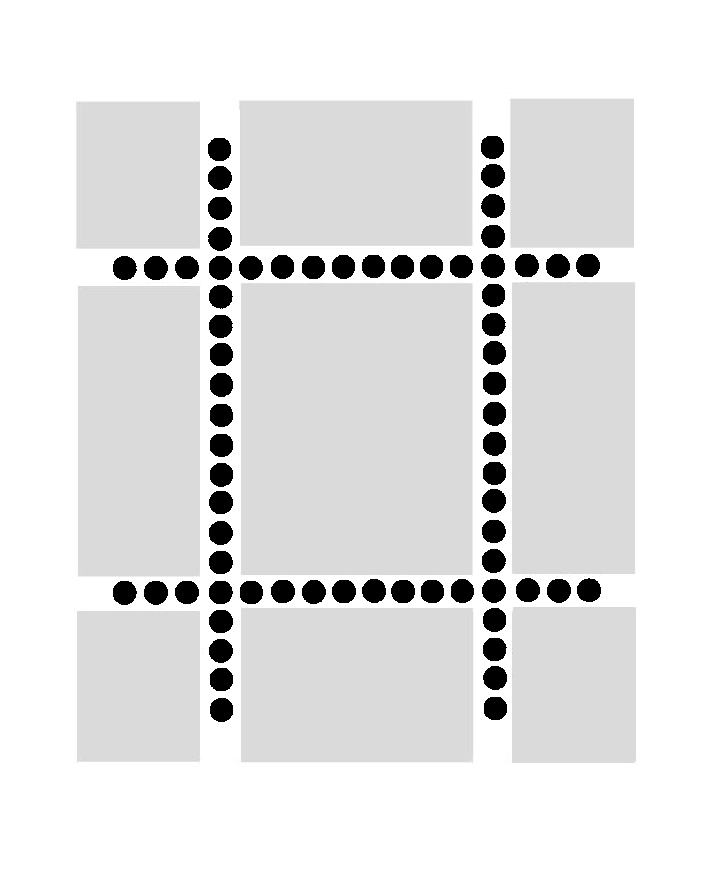
rámcové

### Neúřední zoubkování
Nepraktická manipulace se "stříhanými" ceninami bez perforace ve 20. století způsobila, že si větší podniky nechaly známky soukromě perforovat čili ozoubkovat. Používání těchto známek pošta tolerovala, ale mnohé z nich jsou považovány za padělky. Neúřední zoubkování se nazývá "ministerské", avšak s ministrem nemá nic společného.